# Die Hochzeit des Achilles
Die Hochzeit des Achilles, im polnischen Original Achilles i Panny, ist ein „barbarisches Lustspiel“ in 2 Akten von Artur Marya Swinarski von 1956. In deutscher Sprache erschien es 1963.
Seine Erstaufführung hatte es schon Silvester 1955 am Teatr Satyry (Estrada Satyryczna)  Poznań; erstmals im regulären Spielbetrieb fand man es dann 1956 am Polnischen Theater Warschau. Zahlreiche weitere Aufführungen an bedeutenden polnischen Häusern folgten zum Teil noch im selben und den folgenden Jahren. Eine der beachteteren Aufführungen jüngerer Zeit fand 1985 am Teatr Narodowy in Warschau statt.

## Handlung
Aufregung im Amazonenstaat! Bald soll die neue Königin Penthesilea von ihrem ersten Kriegszug zurückkommen. Das Amazonenheer half den Trojanern, um für sich Griechen zur Fortpflanzung zu fangen, die sie nach der Hochzeitsnacht wieder nach Hause schicken wollen. Mit einem Hengst als Geschenk. In den Vorbereitungen zur Siegesfeier geht völlig unter, dass die Wächterinnen Talestris und Thaomyris ein fremdes Schiff vor der Küste gesichtet haben. Vor allem Königin Hippolyte, die für die inneren Angelegenheiten zuständig ist, freut sich auf ihre erste Hochzeit. Bis ihre Lehrerin Gorgo erzählt, dass die Griechen allesamt schwul sind. Von nun an geht alles schief. Die Mütter der Königinnen, Medusa und Myrrine, bekommen sich in die Haare und nur die pensionierte Soldatin Antiope kann etwas Ruhe schaffen, als Penthesilea kommt. Doch der Kriegszug war ein großes Fiasko. Penthesilea hat keine Ahnung von Kriegsführung und so starben 3000 Soldatinnen auf dem Schlachtfeld. Der einzige Gefangene ist Achilles, der nicht mit Frauen kämpfen wollte und deshalb waffenlos war. Natürlich entbricht ein Streit, wer der Königinnen ihn heiraten darf. Penthesilea soll ihn nicht bekommen, da sie ihn liebt und Hippolyte will ihn nicht, obwohl Achilles sich in sie verliebt hat. Jetzt mischt sich auch noch die Artemispriesterin Marpessa ein, die wegen der erzürnten Amazonen-Untertanen das Land in eine Art Riesenbordell verwandeln will. Dieser Vorschlag wird jedoch abgelehnt und darum soll Achilles in den Besitz des Tempels übergehen.
Dann taucht auch noch Odysseus als Köchin Penelope verkleidet auf und will Achilles retten. Dieser will jedoch dableiben und Hippolyte heiraten. Odysseus soll Penthesilea nehmen, wird aber von der homosexuellen Köchin Lampeto angebaggert.
Hippolyte verliebt sich nun auch in Achilles, als sich herausstellt, dass er nicht schwul ist. Sie planen, dass sie vorgibt, ihn zu hassen, damit sie heiraten können. Doch die Mütter beschließen, dass Achilles beide Königinnen heiraten soll. Kurz vor der Hochzeit wird Odysseus von Gorgo, Talestris und Thomyris ertappt, als er versucht, Lampeto in der Küche zu missbrauchen. Nun merken auch Penthesilea und Hippolyte, dass sie Achilles nicht wollen, da sie Angst haben, Söhne zu bekommen. Männliche Neugeborene werden von dem Schwarzen Felsen ins Meer geworfen. Achilles und Odysseus fahren mit ihrem Schiff, das am Morgen gesichtet wurde, zurück zu den Schlachtfeldern von Troja.

## Figureninventar

### Übersicht
- Penthesilea (erste Königin der Amazonen)
- Hippolyte (zweite Königin der Amazonen)
- Medusa (Mutter der Penthesilea)
- Myrrine (Mutter der Hippolyte)
- Achilles (griechischer Feldherr)
- Odysseus (König von Itaka)
- Talestris (Feldwebel, Wachposten)
- Thomyris (Soldatin, Wachposten)
- Antiope (General im Ruhestand)
- Marpessa (Artemispriesterin)
- Gorgo (Lehrerin)
- Lampeto (Köchin)

### Figur der Penthesilea
Penthesilea ist in diesem Stück eine etwas dümmliche Person. Sie hat zwar beim Königinnen-Examen den ersten Platz errungen, was man aber kaum verstehen kann. Ihre größte Dummheit in dem ganzen Stück ist, dass sie laut äußert, dass sie Achilles liebt, obwohl sie weiß, dass Amazonen nicht lieben dürfen.
In ihrem Kriegszug ging alles schief. Die Lanzen wurden in Themiskyra vergessen, nur Achilles konnte gefangen werden, weil er nicht mit Frauen kämpfen will und sie hat auch noch den Trojanern Sonnenuhren gestohlen, von denen niemand im Staat weiß, wie sie funktionieren. In der Sage wird Penthesilea von Achilles in einer Schlacht getötet. Als er der Sterbenden den Helm abnimmt, verliebt er sich in sie. Doch wird er zu spät schlau.
Im Theaterstück „Penthesilea“ von Kleist tötet sie Achilles, obwohl sie ihn liebt.

### Hippolyte
Hippolyte ist eine der schlaueren im Amazonenstaat. Sie ist als Königin für die inneren Angelegenheiten zuständig und verbringt ihre Zeit damit, die heilige Regel zu lernen oder sich um das Leben im Schloss zu kümmern. Wie Penthesilea ist auch sie in Achilles verliebt, was sie aber für sich behält. Im Stück entwickelt sich sogar eine Romanze zwischen den beiden. Trotz des Streits um den Mann sind Penthesilea und Hippolyte doch beste Freundinnen.
In den Sagen über die Amazonen wird Hippolyte entweder als Penthesileas oder Antiopes Schwester dargestellt.

### Medusa
Medusa liegt mit ihrem IQ sogar noch unter dem ihrer Tochter. Sie ist eitel, aufbrausend und einfach nur strohdumm. Mit der gefürchteten Medusa aus der griechischen Sagenwelt hat sie eigentlich nichts zu tun.
Medusa hat erst mit 37 Jahren einen Mann bekommen. Trotzdem wurde sie erst nach 7 Söhnen die Mutter von Penthesilea. Hinter ihrer leicht verrückten Fassade steckt doch eine traurige und nachdenkliche Figur.
Ihr liebstes Hobby ist es, sich mit ihrer Freundin Myrrine zu streiten.
Äußerlich hat die Medusa in diesem Stück nichts mit ihrer schlangenhaarigen Gorgonenschwester zu tun, die jeden zu Stein werden lässt, der sie ansieht. Nur unsere Medusa kann auch sehr giftig werden, wenn ihr etwas gehörig gegen den Strich geht.

### Myrrine
Myrrine ist die Mutter von Hippolyte und eine vernünftige und ernsthafte Frau. Sie war fast 30, als man ihr einen Mann gab, hatte aber das Glück, noch keine Söhne geboren zu haben. Sie lässt sich nie von Medusa provozieren und ist eher der ruhige Pol in dem Königinnen-Mütter-Quartett.

### Achilles
Achilles wird hier als eitler junger Mann dargestellt, dem es furchtbar peinlich ist, dass er von einem einfältigen Frauenzimmer festgenommen wurde. Er will zu der großen Offensive vor Troja und nicht sein Dasein bei diesem wahnsinnigen Frauenstaat fristen. Doch als er Hippolyte kennenlernt, ist es ihm mit seiner Rückkehr nicht mehr so eilig und darum will er sich auch nicht von Odysseus retten lassen, der extra aus Troja zu seiner Rettung geeilt kommt.
Ganz im Gegensatz zu dem heldenhaften Halbgott Achilles aus den Sagen des Altertums wird er in diesem Stück als eitles Weichei dargestellt.

### Odysseus
Odysseus ist ein starker Krieger, der durch die Odyssee bekannt wurde. Doch hier verkleidet er sich als Köchin, um seinen Freund Achilles aus den Klauen der Amazonen zu rettet. Mit Kleid und Perücke macht er sich mit einer kleinen Truppe und einem Schiff auf den Weg nach Themiskyra. Dort ist er erst einmal verdattert, als Achilles ihm vorschlägt die Königin Penthesilea zu heiraten. Er will sich aber zuerst mit der echten Köchin Lampeto begnügen, was sich aber dann als Fehlschlag herausstellt.

### Talestris & Thomyris
Die beiden Wächterinnen des Schlosses sind ein grundlegend verschiedenes Pärchen.
Talestris ist stets depressiv und hat seit 7 Jahren keinen Mann mehr bekommen. Darum wird sie auch immer von Thomyris gehänselt, die immer gut drauf und ein richtiger Wirbelwind ist.

### Antiope
Antiope war einst die beste Generalin im Amazonenheer. Doch jetzt ist sie im Ruhestand und sieht sich selbst als Abgott des Volkes und Vorbild aller jungen Frauen. Sie versucht, im Schloss für Ruhe und Ordnung zu sorgen und kann immer noch nicht von ihrem alten Beruf loslassen.
In der Sage war Antiope eine der ersten Königinnen von Themiskyra.

### Marpessa
Marpessa ist eine Artemispriesterin. Das sagt eigentlich schon alles. Priesterin ist der Traumjob jeder Amazone. Sie ist die einzige Geistliche, die den Staat revolutionieren will, indem sie Männer kaufen will.

### Gorgo
Gorgo ist eine alte, verbitterte Jungfer, die als Lehrerin für reiche junge Mädchen wie Hippolyte arbeitet. Sie hat schlechte Erfahrungen mit Männern gemacht. Ihr erster, ein Skyte, hat sich bei ihrem Anblick aufgehängt, ihr zweiter, ein Grieche, war homosexuell und ihr dritter ist weggeschwommen. Seitdem wurde sie bei der Gefangenenverteilung ignoriert.

### Lampeto
Sie ist die rundliche Köchin im Schloss, deren liebstes Hobby es ist, Achilles zu verwöhnen oder mit ihm zu quatschen. Trotzdem verliebt sie sich in die vermeintliche neue Köchin Penelope alias Odysseus.

## Sonstiges
Für eine Aufführung in Polen kreierte der Künstler Wieslaw Walkuski 1982 ein besonderes Poster, das die Ferse des Achill als nacktes männliches Gesäß zeigt.